# Kondaa
Kondaa – stalowa kolejka górska typu firmy Intamin, otwarta 8 maja 2021 roku w parku rozrywki Walibi Belgium w strefie Exotic World. Najwyższy i najszybszy roller coaster w krajach Beneluksu (50 m). Atrakcja jest częścią wieloletniego planu rozbudowy i modernizacji parku, na który operator przedsięwzięcia – Compagnie des Alpes – zamierza przeznaczyć łącznie ok. 100 mln euro, z czego 25 mln euro wydano na samą kolejkę górską Kondaa. Tor kolejki czterokrotnie przecina płynącą przez park rzekę Dijle.

## Historia
W 2017 roku park Walibi Belgium ogłosił szeroko zakrojony plan rozbudowy, budowy nowych atrakcji oraz modernizacji istniejącej infrastruktury. Tuż przed branżowymi targami IAAPA 2017 odbywającymi się w Berlinie, park z trzech branych wstępnie pod uwagę możliwości jako wykonawcę głównej atrakcji wybrał ostatecznie firmę Intamin.
W 2018 roku plan zaczęto wcielać w życie, rozpoczynając od budowy nowej strefy tematycznej Exotic World wraz z rodzinną kolejką górską Tiki-Waka. Ujawniono też wstępne plany budowy oraz grafiki koncepcyjne nowej dużej kolejki górskiej planowanej na sezon 2021, z których wynikało, że będzie to atrakcja typu Mega Coaster.
Podczas targów IAAPA 2018 w Orlando (Floryda, USA) operator parku, Compagnie des Alpes, ogłosił oficjalnie budowę dwóch nowych kolejek górskich – jedną dla parku Walibi Belgium (Kondaa), a drugą dla Parc Astérix (Toutatis).
W sierpniu 2019 roku rozpoczęło się przygotowywanie gruntu pod nową atrakcję, a w listopadzie 2019 ruszyła budowa roller coastera.
Na przełomie lat 2020 i 2021 odbywały się przejazdy próbne, po czym kolejka została otwarta dla gości parku 8 maja 2021 roku.

## Opis przejazdu
Głównym elementem charakterystycznym kolejki Kondaa jest duża liczba momentów (15), w których pasażerowie odczuwają tzw. airtime, tj. silne przeciążenia ujemne. Pociąg rozpoczyna przejazd od wjazdu pod kątem 45° na główne wzniesienie o wysokości 50 m przy pomocy szybkiego wyciągu łańcuchowego (4,5 m/s), z którego zjeżdża pod kątem 80°, wykonując jednocześnie obrót w prawo o 90°. Następnie pokonuje jedno proste wzniesienie paraboliczne o wysokości 38 m z przeciążeniem -1,3 g, oraz drugie o wysokości 32 m, podczas którego skręca o ok. 45° w prawo z jednoczesnym wychyleniem na zewnątrz skrętu, co daje airtime na poziomie ok. -1 g. Następnie pociąg pokonuje element zwany non-inverting cobra roll, będący nieodwracającym pasażerów do góry nogami wariantem klasycznego elementu, jakim jest kobra, tj. połączenie połowy pionowej pętli i połowy korkociągu, po których następuje zjazd w odwrotnej kolejności (tj. połowa korkociągu i połowa pętli). Podczas gdy w klasycznej kobrze pasażerowie znajdują się dwukrotnie w pozycji odwróconej (na szczycie obu połówek pionowej pętli), tak w tym przypadku tor skręca równocześnie wokół podłużnej osi, tak że pociąg na szczycie elementu znajduje się w normalnej orientacji. Jest to pierwszy tego typu element zbudowany na kolejce górskiej. Pociąg następnie przejeżdża przez niskie wzniesienie z przeciążeniami ujemnymi, wykonuje prawoskrętną spiralę o 270°, z której zjeżdża z jednoczesnym pochyleniem w prawo, zawraca o 180° w lewo, pokonuje wzniesienie w kształcie litery S (S-turn) oraz wykonuje slalom składający się z licznych zmian kierunku i 6 bardzo niskich górek z przeciążeniami ujemnymi (bunny hops), po czym zostaje wyhamowany i wraca na stację.

## Tematyzacja
Roller coaster Kondaa jest częścią strefy Exotic World, której motywem przewodnim jest dżungla. Nazwa kolejki nawiązuje do anakondy. Tor i podpory kolejki są ciemnozielone. Tematyzacja została zaprojektowana i wykonana przez konsorcjum KaGo & Hammerschmidth GmbH oraz Atelier Artistique du Béton. Autorem muzyki odtwarzanej na terenie kolejki jest Bejamin Ribolet.

## Miejsce w rankingach
Roller coaster Kondaa zajął 3. miejsce w rankingu European Star Award 10 najlepszych nowych kolejek górskich otwartych w Europie w 2021 roku.
W 2024 roku Kondaa trafiła do rankingu 50 najlepszych stalowych kolejek górskich świata Golden Ticket Awards.
| Golden Ticket Awards – Top 50 stalowych kolejek górskich | Golden Ticket Awards – Top 50 stalowych kolejek górskich | Golden Ticket Awards – Top 50 stalowych kolejek górskich | Golden Ticket Awards – Top 50 stalowych kolejek górskich |
| -------------------------------------------------------- | -------------------------------------------------------- | -------------------------------------------------------- | -------------------------------------------------------- |
| 2021                                                     | 2022                                                     | 2023                                                     | 2024                                                     |
| –                                                        | –                                                        | –                                                        | 28                                                       |

| European Star Award – Top 10 stalowych kolejek górskich w Europie | European Star Award – Top 10 stalowych kolejek górskich w Europie | European Star Award – Top 10 stalowych kolejek górskich w Europie | European Star Award – Top 10 stalowych kolejek górskich w Europie |
| ----------------------------------------------------------------- | ----------------------------------------------------------------- | ----------------------------------------------------------------- | ----------------------------------------------------------------- |
| 2021                                                              | 2022                                                              | 2023                                                              | 2024                                                              |
| –                                                                 | –                                                                 | 5                                                                 | 9                                                                 |